# Mathias Andreasen
Mathias Andreasen (født 8. oktober 2003) er en dansk fodboldspiller, der spiller som angriber for den danske Superliga- klub Hvidovre IF.

## Karriere
Andreasen er et produkt af Hvidovre IF 's talentafdeling, hvor han nåede hele vejen til førsteholdet. Den 10. august 2021 fik Andreasen sin officielle debut for Hvidovre i DBU Pokalen i en kamp mod Herstedøster IC.  Fra sin debut og frem til december 2022 spillede Andreasen for Hvidovres U-19 og U-23 hold. Så skrev han i førnævnte måned sin første kontrakt med Hvidovre og blev samtidig rykket op på førsteholdet.  Fra starten af året til slutningen af sæsonen optrådte Andreasen i 11 kampe. Han bidrog til Hvidovres oprykning til den danske Superliga 2023-24 .
Den 21. juli 2023 fik Andreasen sin debut i den bedste danske liga i en kamp mod FC Midtjylland . 